# 머리

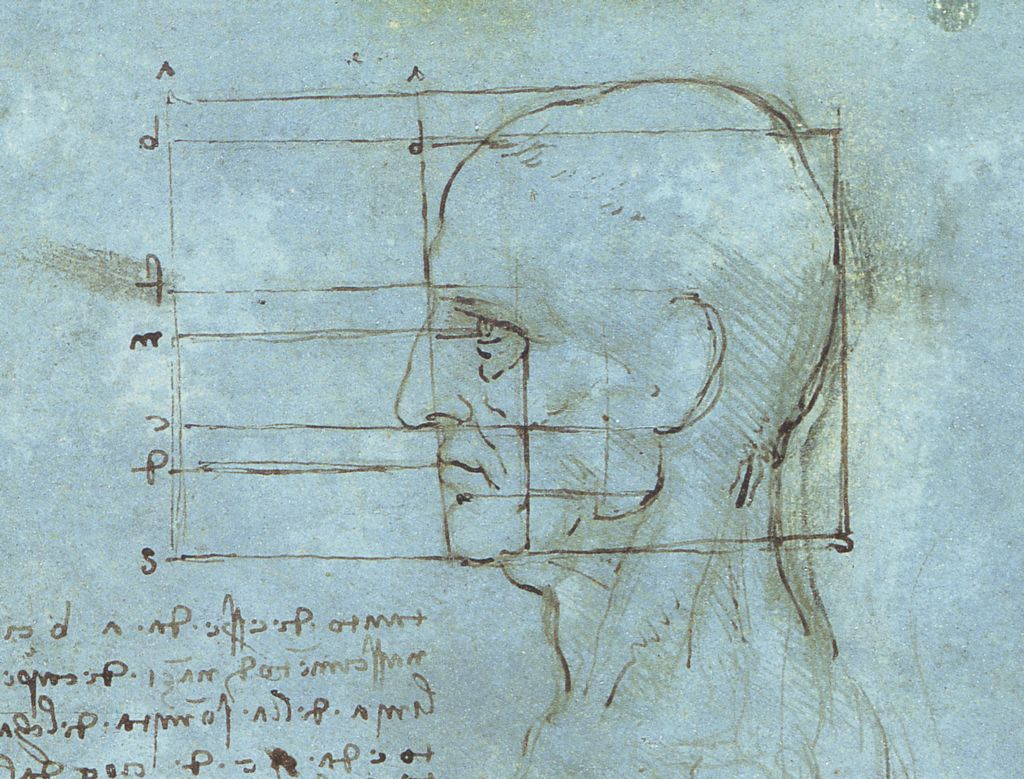
인간의 머리 그림

머리(영어: Head)는 인간이나 동물의 목 위의 부분을 가리킨다. 대개의 경우 머리에는 눈, 코, 입, 귀와 같은 기관과 뇌가 함께 있다. 동물의 머리는 대가리라고 부른다.
아주 단순한 동물의 경우 머리가 없는 것도 있으나 대부분의 좌우 대칭 동물류는 머리가 있다. 척추동물은 배아 시기부터 신경관의 발달과 함께 머리가 형성된다. 척추동물 배아의 머리가 형성되는 과정에서 신경관은 뇌가 되고 머리뼈로 둘러싸이게 되며 뇌에서 나온 척수는 척추로 보호된다. 머리는 척추동물의 부위 중 가장 복잡한 해부학적 구조를 지니고 있다.

## 인간의 머리

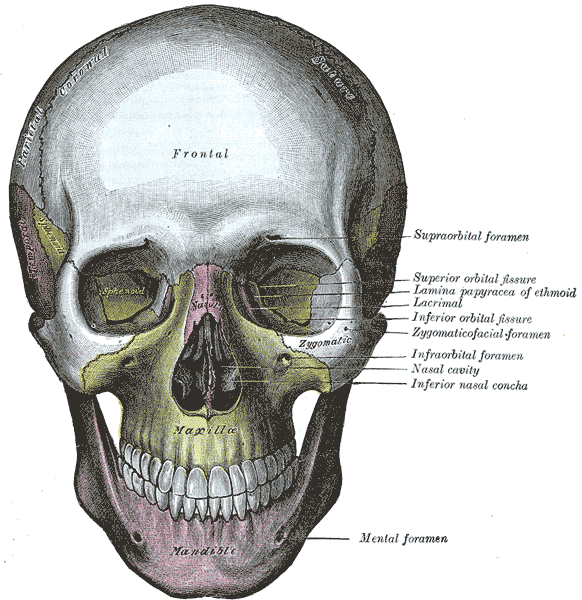
헨리 그레이의 해부도감에 수록된 머리뼈 그림

### 머리뼈
인간의 머리뼈는 두개골과 아래턱뼈로 이루어져 있다. 포유동물의 머리뼈에는 다른 동물들과 달리 소골편이라 불리는 세 개의 귀뼈(추골, 침골, 등골)가 있다. 이 소골편은 포유동물이 소리를 듣는 데 중요한 역할을 한다. 다른 척추동물들에는 포유동물의 등골에 해당하는 상동기관인 기둥뼈만 있다.
두개골은 다시 머리덮개뼈와 머리바닥뼈로 나뉜다. 머리뼈는 서로 단단히 봉합되어 있으며 관자놀이에서 합쳐진다. 머리뼈가 이렇게 단단히 고정된 구조를 지니는 이유는 가장 중요한 기관의 하나인 뇌를 보호하기 위한 것이다. 출생할 때의 머리뼈는 천문이라 불리는 연약한 부분이 넓게 분포하는데, 이로 인해 머리가 산도를 쉽게 빠져나올 수 있으며 뇌가 자라는 동안 머리도 함께 자랄 수 있게 해 준다. 천문은 만 2년 정도면 완전히 닫혀 단단해진다.

## 같이 보기
- 몸
- 얼굴